# Juan Caramuel y Lobkowitz
Jean Caramuel y Lobkowitz, prélat espagnol, né à Madrid le 23 mai 1606, mort le 8 septembre 1682, appartenait à l'ordre de Cîteaux.

## Biographie
Juan Caramuel y Lobkowitz naquit à Madrid d'un père ingénieur luxembourgeois et d'une mère originaire de Bohême, de la maison de Lobkowicz. Il commença à étudier les arts et la philosophie à l'Université d'Alcalá de Henares, en compagnie de son ami Juan Eusebio Nieremberg, notamment sous Benito Sánchez et sous les grands thomistes Jean de Saint-Thomas et Juan Martínez de Prado, ainsi que sous le professeur cistercien Pedro de Lorca, qui comptait à l'époque comme le théologien officiel de l'ordre. En 1630 il entre au monastère royal de La Espina (près de Medina de Rioseco) et prend l'habit cistercien. Après avoir prononcé ses vœux, il professa quelque temps la théologie à l’Université d’Alcala. Appelé ensuite dans les Pays-Bas, il s’y fit une grande réputation par ses sermons, et fut reçu docteur en théologie à Louvain en 1638. Il déploie une intense activité scientifique (avec le médecin bruxellois Jean-Baptiste Van Helmont) et politique, en tant que défenseur des intérêtes de la Couronne espagnole. Il s'y mêla aussi rapidement aux grandes querelles sur la grâce et la justification qui étaient alors nées autour des écrits de Michel de Bay puis autour de l'Augustinus de Cornelius Jansen. Cela marqua le début de sa carrière comme théologien moral, et il s'imposa rapidement comme l'un des défenseurs les plus célèbres du probabilisme. En 1635, il dirigea les travaux de fortification de la ville de Louvain contre les Français et les Hollandais. Son mérite l’éleva aux premières dignités de son ordre. Il reçut l’abbaye de Melrose en Écosse, et fut nommé vicaire général de l’abbé de Citeaux, dans les îles Britanniques. Mais il semble n’avoir jamais visité aucun de ses pays.
Philippe IV le nomma en 1644 abbé de Disibodenberg (diocèse de Mayence) ; forcé d’en sortir à cause des troubles du Palatinat, il se rendit, en qualité de ministre du roi d’Espagne, à la cour de l’empereur Ferdinand III. Il réussit tellement à plaire à ce souverain que celui-ci lui donne deux abbayes, l’une à Vienne, l’autre étant le cloître d’Emmaüs à Prague. Se trouvant dans cette dernière ville en 1648, lorsque les Suédois l’assiégeaient, il se met à la tête d’une compagnie d’ecclésiastiques et contribue à repousser l’ennemi. Au siége de Prague par les Suédois en 1648, Caramuel se mit à la tête d’une troupe d’ecclésiastiques, et repoussa vaillamment les attaques des ennemis. À Prague, Caramuel approfondit sa connaissance des langues classiques (hébreu, arabe) et s'intéressa à la Kabbale, et se mêla à l'intense vie philosophique qui y était née depuis la restauration catholique : il devait rester toute sa vie un lecteur assidu des œuvres du jésuite Rodrigo de Arriaga, du minime Jean Lalemandet ou encore du capucin italien Valérien Magni.
Alexandre VII l’appela à Rome en 1655, et lui donna les évêchés réunis de Campagna et de Satriano (it), dans le royaume de Naples. Durant ses années italiennes, Caramuel continua à participer aux débats de théologie morale, notamment en contact avec le célèbre théatin sicilien Antonino Diana, il tenta de fonder épistémologiquement le probabilisme dans sa Dialexis de non-certitudine (1675), et espérait ainsi arriver à établir une "science morale" bien séparée de la "science naturelle" et dotée d'une logique propre. À Naples, il se mêle de près aux activités de la célèbre Accademia degli Investiganti (son intérêt se portait surtout sur le magnétisme). Mécontent du revenu assez mince des évêchés de Campagna et de Satriano, Caramuel s’en démit en 1673, et fut nommé par le roi d’Espagne à celui de Vigevano, où il mourut. Il fut enseveli dans la cathédrale de Vigevano. Une énumération assez courte, mais pompeuse, des qualités et des belles actions du défunt, est inscrite sur un pilier placé en face de son tombeau.
Du point de vue scientifique, Caramuel travaillait au projet d'une science universelle, qu'il voulait construire à partir de la mathématique, de la grammaire comparative des langues et de la combinatoire de Raymond Lulle. Par ailleurs, sa Mathesis biceps et nova (1670) compte comme la plus grande encyclopédie mathématique de son temps. Dans l'histoire des mathématiques, Caramuel est compté comme le fondateur de la mathématique binaire, et dans celle de l'architecture, comme l'inventeur d'une nouvelle méthode mathématique ('Architectura obliqua'). Caramuel maîtrisait également de très nombreuses langues, parmi lesquelles l'hébreu et l'arabe (il écrivit une réfutation du Coran) et il composa même une grammaire du chinois.
« Caramuel, dit Nicéron, était un homme d’une érudition profonde, mais peu solide, d’une imagination extrêmement vive, grand parleur, et grand raisonneur, mais à qui le jugement manquait. »

## Œuvres

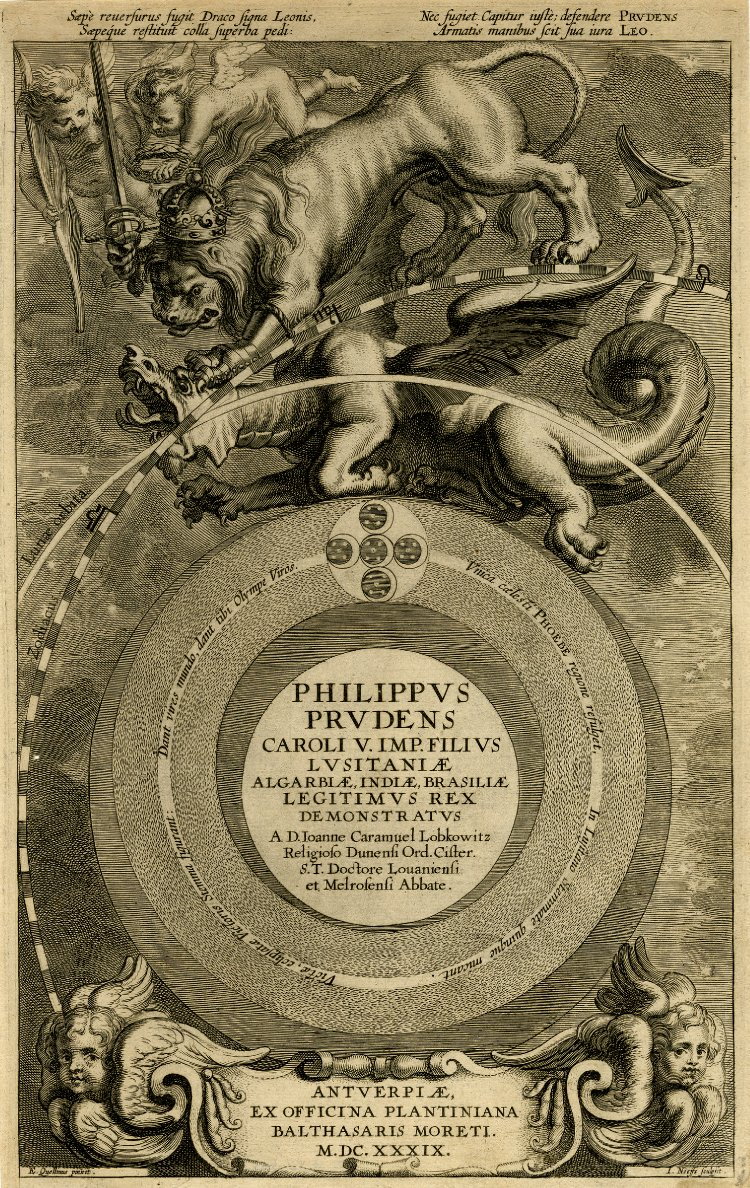
Titre de page du Philippus Prudens. Impression réalisée par Jacob Neefs d’après un dessin d’Érasme Quellin le Jeune.

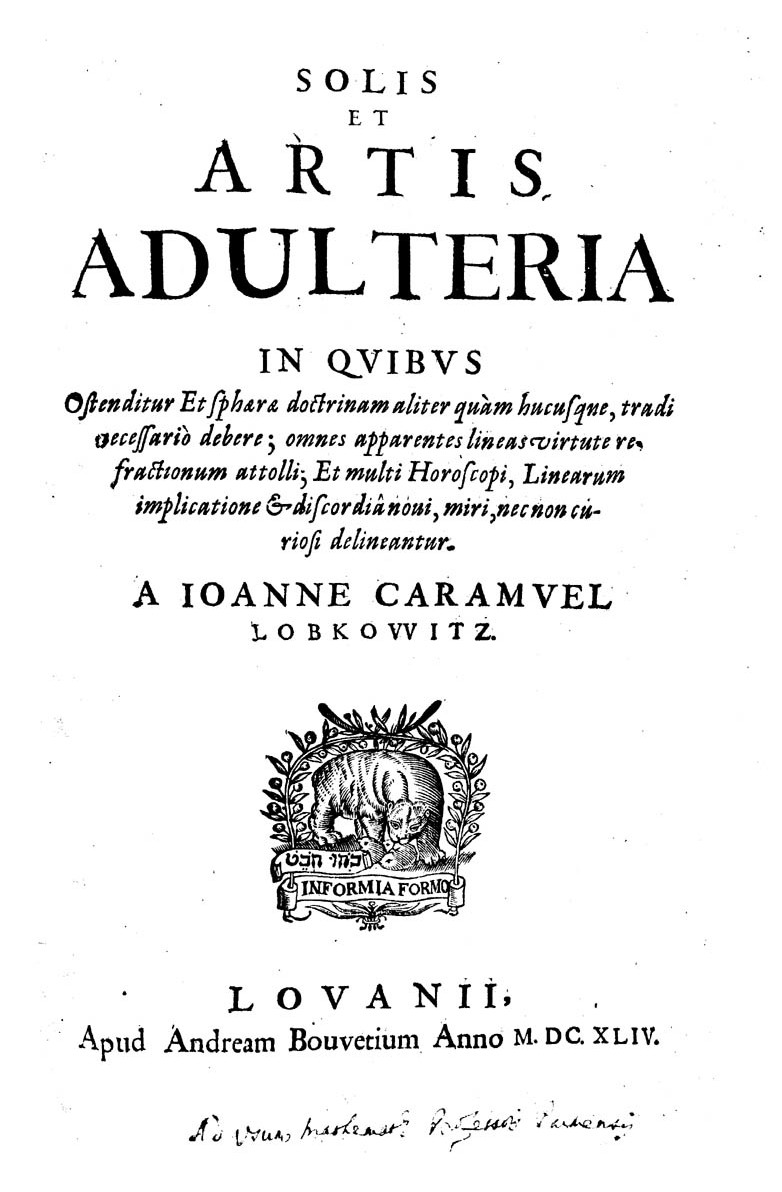
Solis et artis adulteria, 1644

- (la) Philippus prudens, Antverpiae, ex officina Plantiniana Balthasaris Moreti, 1639 (lire en ligne) ;
- Coelestes Metaphoses, Bruxelles, 1639 ;
- Theologia moralis ad prima, eaque clarissima principia reducta, Louvain, 1643 ;
- In D. Benedecti Regulam commentarius, Bruges, 1640 ;
- Rationalis et realis philosophiae, Louvain, 1642 ;
- Sublimum ingeniorum crux: lapsum gravium accurate consulta experientia metitur, Louvain, 1642 ;
- Severa argumentandi methodus, Douai, 1643 ;
- Novem Stellae circa Iovem, Louvain, 1643 ;
- (la) Solis et artis adulteria, Leuven, André Bouvet, 1644 (lire en ligne)
- Theologia Regularis, Francfort-sur-le-Main, 1646-48, Venise, 1651, Lyon, 1665 ;
- Theologia moralis fondamentalis (1652-1653) ;
- Theologia rationalis Pars Prior, Praecursor logicus complenctens Grammaticam audacem Pars altera, Hercules logici Labores, Francfort-sur-le-Main, 1654-55 ;
- Primus Calamus ob oculos ponens Metametricum quae variis currentium, recurrentium, adscendentium... multiformes labyrintos exornat, Romae: Fabius Falconius, 1663. Deuxième édition : Primus Calamus ob oculos exhibens Rhithmicam quae Hispanicos, Italicos, Gallicos, Germanicos (Campagna : ex officina Episcopalis, 1668) ;
- Theologia Praeterintentionalis. De effectibus, qui licet certo futuri praenoscantur, nihilominus praeter aut etiam contra voluntatem evenire, adeoque homini non posse imputari dicuntur, Lyon, 1664 ;
- Apparatus Philosophicus, de omnibus scientiis, et artibus breviter disputans, Francfort-sur-le-Main, 1657, deuxième édition, Cologne, 1665 ;
- (la) Mathesis biceps. 1, Lyon, Laurent Anisson, 1667 (lire en ligne) : étude raisonnée des numérations non décimales. Deux pages et demi consacrées au système binaire ;
- Pandoxium physico-Ethicum, cius tomi sunt tres: Primusque Logicam, secundus Philosophiam, et tertius Theologiam realiter et moraliter dilucidat, Campagna, 1668 ;
- (la) Mathesis nova, Campagna, Sebastiano Alecci, 1670 (lire en ligne)
- Leptoptatos latine subtilissimus Dialectum Metaphysicam brevissimam, facillimam, et significantissimam exhibet, Vigevano, 1671 ;
- Arquitectura civil recta y oblicua..., Vigevano, C. Corrado, 1678[-1679]. Voir le site "Architectura" du Centre d'études supérieures de la Renaissance à Tours, http://architectura.cesr.univ-tours.fr/Traite/Notice/Caramuel1678.asp?param= ;
- Trismegistus Theologicus cuius Tomi tres: in quibus tres virtuales et morales maxime, quae subcollant Restictionum doctrinam edisseruntur, Vigevano, 1679 ;
- Moralis seu Politica Logica, Vigevano, 1680 ;
- Critica Philosophica. Artium Scholasticorum cursum exhibens, Vigevano, 1681 ;
- Syntagma de arte typographica, Tratado del Arte Tipográfico y de los deberes de cuantos publican libros o participan en su edición. Salamanque, Instituto de Historia del Libro y la Lectura, 2004.

En morale, il adopta le probabilisme, ce qui l'exposa à de vives critiques.

## Sources
- Marie-Nicolas Bouillet  et Alexis Chassang (dir.), « Juan Caramuel y Lobkowitz » dans Dictionnaire universel d’histoire et de géographie, 1878 (lire sur Wikisource)